# Ontário Setentrional
Ontário Setentrional ou Norte de Ontário (em inglês: Northern Ontario) é uma região primária localizada na província canadense de Ontário. Abrange as regiões secundárias do Noroeste e Nordeste de Ontário. É uma região vasta, fria, e escassamente povoada, com apenas 780.140 habitantes, corresponde a apenas 5,8% da população da província e a 2,2% da população do Canadá, e possui uma densidade populacional de apenas 0,9 habitantes por quilômetro quadrado.
No início do século XX, o norte de Ontário era frequentemente chamado de "Novo Ontário", embora este nome tenha caído em desuso devido às suas conotações coloniais. Em francês, no entanto, a região ainda pode ser chamada de Nouvel Ontario, embora o Nord de l'Ontario e o Ontario-Nord sejam agora mais usados.